# Brouwerij Dupont (Tourpes)

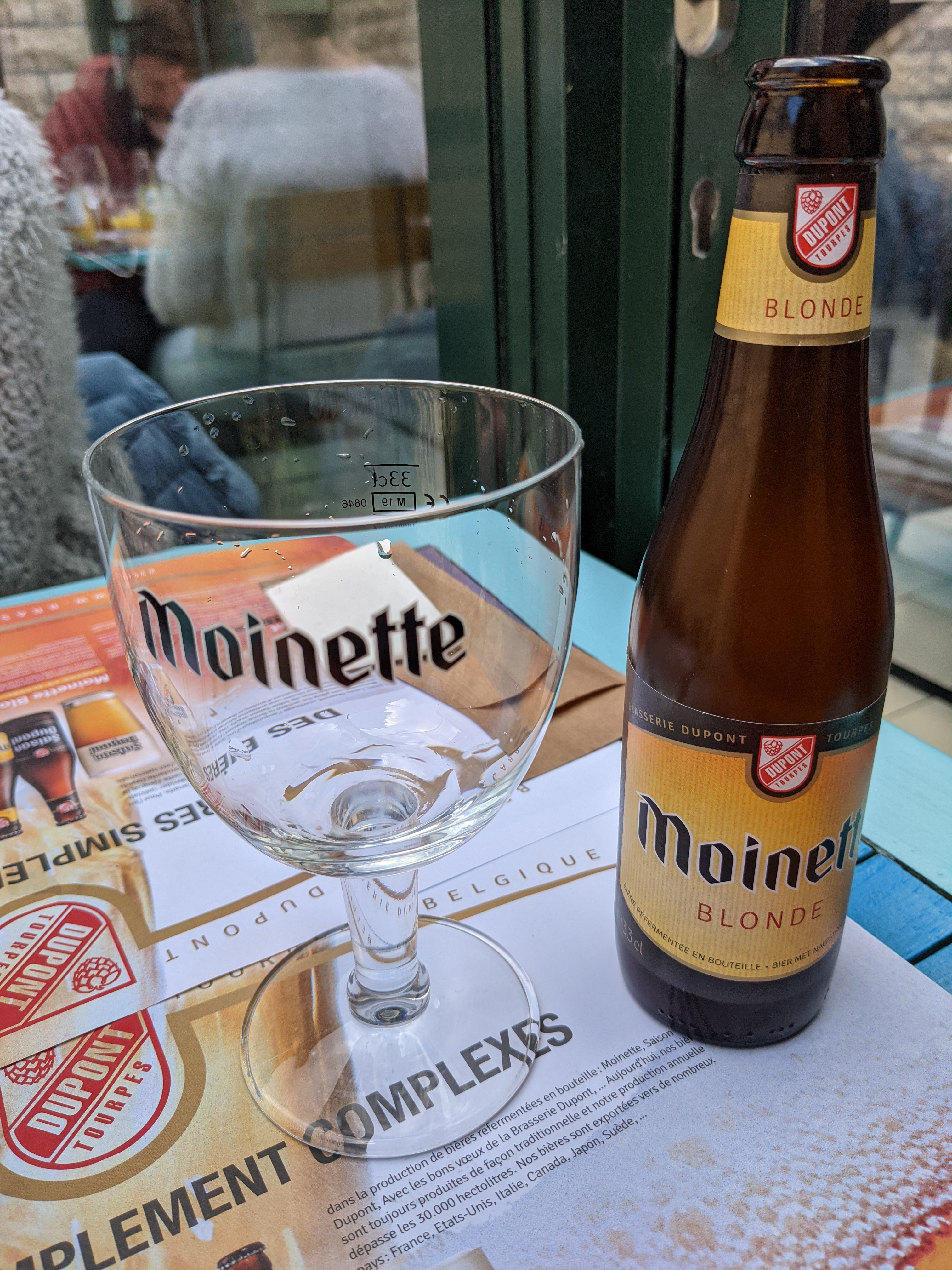
Moinette blonde

Brasserie Dupont sprl is een Belgische brouwerij gelegen in Tourpes, in de provincie Henegouwen.

## Geschiedenis
De vader van Louis Dupont kocht voor zijn zoon op 6 april 1920 de brouwerij van François Rimaux samen met 10 cafés, dit om hem ervan te weerhouden naar Canada te emigreren. Omdat het huwelijk van Louis kinderloos bleef was het Sylva Rosier, de dochter van Louis’ zuster die vanaf 1943 een adviseursrol op zich nam in de brouwerij. Zij had studies brouwingenieur gevolgd te Gent. Toen Louis Dupont in 1964 stierf kwam Marc Rosier, de zoon van Sylva aan het hoofd van de brouwerij. Marc was degene die in 1990 begon met het brouwen van biologische bieren, het assortiment bestaat anno 2011 uit 6 biobieren. In 1990 kwam met Olivier Dedeyker de vierde generatie in de brouwerij. Olivier is de zoon van Marcs zuster Ghislaine. Olivier is als brouwingenieur verantwoordelijk voor de productie in de brouwerij. Marc Dekeyser, de echtgenoot van Isabel Rosier is technisch directeur. In 2002 stopte Marc Rosier met zijn activiteiten in de brouwerij.

## Brouwerij
- Brouwcapaciteit 14000 hectoliter/jaar (2010)
- Verhouding export/binnenlandse verkoop: 40/60% (2010)

## Bieren
In 2010 bedroegen de biologische bieren 26% van het totale gamma.
- (Avec les) Bons Vœux. Marc Rosier ontwikkelde in 1980 het bier Spécial de Nouvel An, in het begin uitsluitend verkrijgbaar in de maand december. Dit bier groeide uit tot hun succesbier en is nu onder de naam Bons Voeux het gehele jaar beschikbaar.
- Moinette blond – bruin – amber
- Saison Dupont
- Cervesia
- Monk's Stout
- Bière de Beloeil
- Redor Pils
- Dupont Spéciale Belge

Biologische bieren
- Biolégère
- Bière de Miel Bio
- Blanche du Hainaut Bio
- Moinette Bio
- Saison Dupont Bio
- Bio Fruits
- Triomf (6%)